# Гречихин, Леонид Иванович
Гречихин Леонид Иванович (1929 г. р., Алчевск, Украинская ССР, СССР) — белорусский физик, основоположник «Эффекта Гречихина».

## Биография
Родился в семье рабочего 3 июня 1929 г. в городе Алчевск Луганского округа.
В 1954 году окончил физическое отделение физико-математического факультета Львовского университета им. Ив. Франко. Дипломную работу выполнил на кафедре теоретической физики у профессора В. С. Милиянчука. Работал ассистентом кафедры физики Минского высшего инженерного зенитного ракетного училища.
В 1959 году поступил на работу в Институт физики АН БССР во вновь создаваемую лабораторию высокотемпературной оптики. Под руководством М. А. Ельяшевича занимался разработкой спектроскопических методов диагностики низкотемпературной плазмы. В 1963 году по итогам этой работы защитил кандидатскую диссертацию «Разработка спектроскопических методов диагностики плазменных и ионных двигателей».
В 1969 году обосновал «Эффект Гречихина».
В 1974 г. защитил докторскую диссертацию «Разделение электрических зарядов на поверхности твердого тела», но не был утверждён в докторской степени. Подготовил и в  1986 году защитил закрытую диссертацию «Неравновесное оптическое излучение воздушных и космических летательных аппаратов». В 1998 году присвоено звание профессора.
Начиная с 1990 г. занимался наночастицами и нанотехнологиями. Разработал методы расчета ионной связи, расчета наведенной связи, расчета встроенных электрических моментов атомов и ионов, позволившие производить расчеты энергий связи в молекулах и в кластерных образованиях, а также физической и химической адгезии.
В 1968–1978 гг. заведующий кафедрой физики МВИЗРУ. С 1978 по 2003 г. доцент, с 1987 г. профессор
Белорусского национального технического университета.
В 2003–2015 гг. – профессор Белорусской государственной академии авиации. С 2015 г. и по настоящее время – профессор кафедры инфокоммуникационных технологий Белорусской государственной академии связи.
Автор более 300 научных публикаций, в том числе 7 монографий, 6 учебных пособий, 11 патентов и авторских свидетельств.
Награждён орденом Трудового Красного Знамени, медалями  «За трудовую доблесть»,  «Ветеран труда», медалью «Архимед» Республики Сербия.

## Эффект Гречихина
При полетах искусственных спутников Земли в режиме свободно-молекулярного обтекания, вследствие образования на поверхности отрицательных ионов кислорода и их уноса с поверхности в лобовой части возникает фиолетово-голубое свечение, а в тыльной стороне возбуждаются запрещенные линии кислорода ярко красного цвета. Накапливаясь на корпусе и превращаясь в отрицательно заряженные ионы, атомы кислорода создают перед кораблем двойной электрический слой с мощной плазмой, которая не только светится холодным светом, но и препятствует прохождению радиосигнала. Максимальный эффект наблюдается на высотах 120—140 километров и постепенно сходит на нет к 400-километровой высоте, где атомарного кислорода очень мало.

## Сочинения
- Сборник задач по физике [Текст] / Л. И. Гречихин, И. М. Дробь, Б. А. Сотский. - Минск : [б. и.], 1959. - 111 с. : ил.; 22 см.
- Основы физики твердого тела, атомного ядра и плазмы [Текст] / Л. И. Гречихин, Я. В. Ленец ; Минск. высш. инж. зенитно-ракетное училище противовоздуш. обороны. - [Минск] : [б. и.], 1972. - 27 с. : черт.; 20 см.
- Элементы теории относительности и основы квантовой механики [Текст] : Учеб. пособие / Л. И. Гречихин, Е. Н. Агафонова ; Мин. высш. инж. зенитное ракетное училище противовоздуш. обороны. - Минск : [б. и.], 1974. - 122 с. : ил.; 21 см.
- Колебания и волны [Текст] / Л. И. Гречихин, Н. И. Козарь, Н. И. Павлова ; Мин. высш. инж. зенитное ракетное училище противовоздушной обороны. - Минск : [б. и.], 1973, вып. дан. 1974. - 129 с. : ил.; 19 см.
- Физические основы механики [Текст] / Н. И. Козарь, Л. И. Гречихин ; Мин. высш. инж. зенитно-ракетное училище противовоздуш. обороны. - Минск : [б. и.], 1971. - 141 с. : ил.; 20 см.
- Наночастицы и нанотехнологии / Гречихин Леонид Иванович; Минский государственный высший авиационный колледж. - Минск: Право и экономика, 2008. - 74 с.: ил. - Список лит.: с. 71. - ISBN 9789854425092.